# Rhamnophis
Rhamnophis este un gen de șerpi din familia Colubridae.

Cladograma conform Catalogue of Life:
| Rhamnophis | \| \| Rhamnophis aethiopissa \| \| \| \| \| \| Rhamnophis batesii \| \| \| \| |
|            | \| \| Rhamnophis aethiopissa \| \| \| \| \| \| Rhamnophis batesii \| \| \| \| |
|            | Rhamnophis aethiopissa                                                        |
|            |                                                                               |
|            | Rhamnophis batesii                                                            |
|            |                                                                               |